# Robert Lindsay (attore)
Robert Lindsay Stevenson (Ilkeston, 13 dicembre 1949) è un attore inglese, noto soprattutto in teatro.

## Biografia
Ha lavorato a lungo con la Royal Shakespeare Company, ma ha recitato con successo anche in diversi musical a Londra e Broadway, tra cui Me and My Girl (Londra, 1985; Broadway 1986; Laurence Olivier Award al miglior attore in un musical, Tony Award al miglior attore protagonista in un musical Drama Desk Award), Oliver! (1997; Laurence Olivier Award al miglior attore in un musical) e Dirty Rotten Scoundrels. Nel 1996 ha recitato nel dramma Becket a Londra con Derek Jacobi, e per la sua interpretazione è stato candidato al suo terzo Laurence Olivier Award. Attivo anche in campo televisivo, nel 1992 ha vinto il British Academy Television Award per il miglior attore per la serie TV G.B.H.
È stato sposato dal 1974 al 1980 con l'attrice Cheryl Hall, lasciata per l'attrice Diana Weston, da cui ha avuto una figlia, Sydney (1988); la relazione durò 15 anni, interrotta dall'attore per legarsi alla ballerina Rosemarie Ford, che ha poi sposato il giorno di Capodanno del 2006, dopo un lungo fidanzamento. Hanno avuto due figli: Samuel (1999) e James (2003).

## Filmografia parziale

### Cinema
- That'll Be the Day, regia di Claude Whatham (1973)
- Jolly driver, regia di Stanley A. Long (1976)
- Strike It Rich, regia di James Scott (1990)
- Creature selvagge (Fierce Creatures), regia di Fred Schepisi e Robert Young (1997)
- Remember Me?, regia di Nick Hurran (1997)
- Wimbledon, regia di Richard Loncraine (2004)
- Grace di Monaco (Grace of Monaco), regia di Olivier Dahan (2014)
- Maleficent - Signora del male (Maleficent: Mistress of Evil), regia di Joachim Rønning (2019)

### Televisione
- Love Story – serie TV, episodio 10x05 (1973)
- Centre Play – serie TV, 2 episodi (1974-1975)
- Thriller – serie TV, episodio 5x04 (1975)
- Citizen Smith – serie TV, 30 episodi (1977-1980)
- Seconds Out – serie TV, 13 episodi (1981-1982)
- G.B.H. – miniserie TV, 7 puntate (1991)
- Jack's Progress – miniserie TV, 8 puntate (1995)
- I racconti della cripta (Tales from the Crypt) – serie TV episodio 7x12 (1996)
- Hornblower – miniserie TV, 8 puntate (1998-2003)
- Oliver Twist – miniserie TV, 3 puntate (1999)
- My Family – serie TV, 118 episodi (2000-2011)
- Absolutely Fabulous – serie TV, episodio 5x03 (2003)
- Jericho – miniserie TV, 4 puntate (2005)
- Spy – serie TV, 17 episodi (2011-2012)
- Atlantis – serie TV, 6 episodi (2013-2015)
- Bull – serie TV, 3 episodi (2015)
- Galavant – serie TV, 8 episodi (2016)
- Genius – serie TV, 2 episodi (2017)
- Plebs – serie TV, episodio 4x01 (2018)
- McDonald & Dodds – serie TV, episodio 1x01 (2020)

## Teatro parziale
- I tre moschettieri da Alexandre Dumas. Royal Exchange di Manchester (1979)
- Il giardino dei ciliegi di Anton Čechov. Royal Exchange di Manchester (1980)
- Filottete di Sofocle. Royal Exchange di Manchester (1982)
- Amleto di William Shakespeare. Royal Exchange di Manchester (1983)
- Me and My Girl, colonna sonora di Noel Gay, libretto di Douglas Furber e L. Arthur Rose. Teatro Adelphi di Londra (1985)
- Me and My Girl, colonna sonora di Noel Gay, libretto di Douglas Furber e L. Arthur Rose. Marquis Theatre di Broadway (1986)
- Becket e il suo re di Jean Anouilh. Haymarket Theatre di Londra (1991)
- Cyrano de Bergerac di Edmond Rostand. Haymarket Theatre di Londra (1992)
- Oliver!, colonna sonora e libretto di Lionel Bart. London Palladium di Londra (1996)
- Riccardo III di William Shakespeare. Savoy Theatre di Londra (1999)
- Il leone d'inverno di James Goldstone. Haymarket Theatre di Londra (2011)
- A Christmas Carol, colonna sonora di Stephen Schwartz, libretto di Mike Ockrent e Lynn Ahrens. Lyceum Theatre di Londra (2016)
- Anything Goes, colonna sonora di Cole Porter, libretto di Guy Bolton, P. G. Wodehouse, Howard Lindsay e Russel Crouse. Barbican Centre di Londra (2021)

## Riconoscimenti
- BAFTA
  - 1992 – Miglior attore televisivo per G.B.H.
  - 1996 – Candidatura al miglior attore televisivo per Jake's Progress
  - 2002 – Candidatura alla miglior performance comica per My Family
- Broadcasting Press Guild
  - 1992 – Miglior attore per G.B.H.
- Drama Desk Award
  - 1986 – Miglior attore in un musical per Me and My Girl

- Premio Laurence Olivier
  - 1985 – Miglior attore in un musical per Me and My Girl
  - 1992 – Candidatura al miglior attore per Becket e il suo re
  - 1997 – Miglior attore in un musical per Oliver!
  - 2022 – Candidatura al miglior attore in un musical per Anything Goes
- National Television Award
  - 2003 – Candidatura alla miglior performance comica per My Family
- Satellite Award
  - 2007 – Candidatura al miglior attore non protagonista in una miniserie o film TV per The Trial of Tony Blair
- Tony Award
  - 1986 – Miglior attore protagonista in un musical per Me and My Girl